# Robert Mohr (policier)
Pour les articles homonymes, voir Mohr et Robert Mohr.
Robert Mohr,  né le 5 avril 1897 à Bisterschied (Palatinat) et mort le 5 février 1977 à Ludwigshafen am Rhein, est un officier de police allemand. Sous le régime nazi, il a dirigé la commission spéciale chargée d'identifier les membres du groupe de résistance La Rose blanche, et a à ce titre mené l'interrogatoire de la résistante allemande Sophie Scholl.

## Biographie
Robert Mohr est né en 1897, fils d'un maître maçon du Palatinat. Il a cinq frères et trois sœurs. Après l'école, il suit un apprentissage de tailleur, métier qu'il n'exercera pas. Il combat lors de la Première Guerre mondiale et reçoit la Croix de fer de deuxième classe. En mai 1919, il quitte l'armée allemande et rejoint la gendarmerie bavaroise en octobre de la même année. Le 1er mai 1933, il devient membre du NSDAP (numéro de membre 3 271 936). Il est aussi membre du Nationalsozialistisches Kraftfahrkorps, de l'Association de protection contre les raids aériens du Reich, de la Ligue  coloniale du Reich et du Secours populaire national-socialiste. Dans les années 1930, il est chef de la police à Frankenthal, puis à partir de 1938 dans la Gestapo à Munich.
Après la création du Bureau principal de la sécurité du Reich en 1939, il s'installe à Berlin et est employé au Bureau I, bureau du Personnel. Il est celui qui, du 18 au 20 février 1943 conduit l'interrogatoire de Sophie Scholl et, selon le procès-verbal, lui fait avouer la distribution des tracts de la Rose Blanche. Dans une lettre de 1951 à Robert Scholl, le père de Sophie, Robert Mohr affirme qu'il a essayé de sauver la vie de Sophie en l'incitant à témoigner que son frère Hans Scholl l'avait influencée et qu'elle avait une opinion politique différente. Sophie Scholl a refusé et a voulu subir la même peine que son frère. Plus précisément, Sophie Scholl a fait volontairement fait porter la responsabilité sur elle et son frère Hans afin de protéger d'autres membres du groupe, notamment Christoph Probst, qui était le père de trois enfants.
Mohr prend par la suite la direction du bureau de la Gestapo dans Mulhouse occupée, en Alsace. Pour cette raison, il est arrêté par les troupes françaises vers 1947. En 1948 il occupe un poste dans l'administration thermale à Bad Dürkheim. Alors qu'il n'avait que le rang de Commissaire de police criminelle lorsque le régime nazi s'est effondré, il reçoit la pension de retraite d'un Commissaire divisionnaire, car l'administration part du principe que sans l'effondrement du Troisième Reich, il aurait été promu au moins une fois de plus si sa carrière s'était poursuivie. Jusqu'à sa mort en 1977, son activité à la Gestapo n'a jamais fait l'objet d'une procédure judiciaire.

## Cinéma
- Cinq derniers jours, réalisé par Percy Adlon ; le personnage de Robert Mohr s'appelle ici "Mahr" et est interprété par Hans Hirschmüller.
- Sophie Scholl : Les Derniers Jours, réalisation : Marc Rothemund ; Robert Mohr est incarné par l'acteur Alexander Held.
- Sophie Scholl - L'âme de la résistance. Documentation scénique dans la série Frauen, die Geschichte machten (Femmes qui ont fait l'histoire), réalisée par Christian Twente ; Robert Mohr est incarné par l'acteur Udo Schenk.